# Samværsret
Samværsret er den ret, som et barn har til samvær med den forælder, som det (f.eks. efter en skilsmisse) ikke bor sammen med. Denne ret hed tidligere samkvemsret.
Efter dansk ret, herunder især Forældreansvarsloven, har begge forældre ansvar for barnets samværsret. Hvis bopælsforælderen misligholder dette ansvar (for eksempel ved at stille hindringer i vejen, når den anden forælder skal have samvær med barnet), taler man undertiden om samværschikane.